# Etiopské letectvo
Etiopské letectvo je letecká složka národních obranných sil Etiopie.

## Dějiny
Bylo vytvořeno již v období monarchie v roce 1929 jako Etiopské císařské letectvo, mezi prvními vzdušnými silami v Africe.
V roce 1945 založil švédský důstojník Carl Gustav von Rosen v Debre Zeyit výcvikovou školu letectva, při níž bylo založeno vojenské letiště. V roce 1947 Etiopie zakoupila 46 opotřebovaných lehkých bombardérů Saab B-17, které používala do roku 1968, a také 30 cvičných Saab 91 Safir.
Etiopské letectvo deklasovalo svůj eritrejský protějšek během války mezi těmito dvěma zeměmi v letech 1998 až 2000.
Během války v Tigraji utrpělo ztráty. Dne 23. června 2021 havaroval v regionu Samre dopravní letoun Lockheed L-100 Hercules (civilní verze typu C-130 Hercules) s vojáky na palubě, pravděpodobně se jednalo o sestřel.

## Letadla
Tabulka obsahuje přehled letecké techniky Etiopského letectva v roce 2022 podle Flightglobal.com.
| Název                                | Původ                   | Určení                                             | Verze           | Ve službě      | Poznámky       |                |
| Bojové letouny                       | Bojové letouny          | Bojové letouny                                     | Bojové letouny  | Bojové letouny | Bojové letouny | Bojové letouny |
| ------------------------------------ | ----------------------- | -------------------------------------------------- | --------------- | -------------- | -------------- | -------------- |
| MiG-23                               | Sovětský svaz           | stíhací bombardér                                  | MiG-23BN        | 9              |                |                |
| Suchoj Su-27                         | Sovětský svaz/ Rusko    | víceúčelový stíhací letoundvoumístný bojový letoun | Su-27S/PSu-27UB | 146            |                |                |
| Dopravní a transportní letouny       |                         |                                                    |                 |                |                |                |
| Antonov An-12                        | Sovětský svaz           | transportní letoun                                 |                 | 3              |                |                |
| Antonov An-32                        | Sovětský svaz/ Ukrajina | taktický transportní letoun                        |                 | 1              |                |                |
| de Havilland Canada DHC-6 Twin Otter | Kanada                  | užitkový letoun vlastností STOL                    |                 | 1              |                |                |
| Lockheed C-130 Hercules              | Spojené státy americké  | transportní letoun                                 | C-130B/E        | 2              |                |                |
| Vrtulníky                            |                         |                                                    |                 |                |                |                |
| Aérospatiale Alouette III            | Francie                 | lehký užitkový vrtulník                            | SA 316          | 3              |                |                |
| Mil Mi-8/Mi-17                       | Sovětský svaz           | střední transportní a užitkový vrtulník            |                 | 14             |                |                |
| Mil Mi-24                            | Sovětský svaz           | bitevní vrtulník                                   | Mi-24/Mi-35     | 7              |                |                |
| Cvičná letadla                       |                         |                                                    |                 |                |                |                |
| Aero L-39 Albatros                   | Československo          | proudový cvičný letoun                             |                 | 10             |                |                |
| Grob G 120                           | Německo                 | cvičný letoun                                      | Grob G 120TP    | 6              |                |                |
| SIAI-Marchetti SF.260                | Itálie                  | letoun pro základní výcvik                         |                 | 4              |                |                |